# Gadija Brown
Gadija Brown é uma política e banqueira sul-africana que é membro da Legislatura Provincial do Estado Livre para o Congresso Nacional Africano (ANC) e membro provincial do Conselho Executivo (MEC) de Finanças.

## Carreira
Em 2011, Brown concluiu o bacharelato em gestão de negócios e liderança pela University of the Free State. Ela também possui vários certificados em negócios, programas de liderança, banca e programação de computadores A+. Brown trabalhou no sector empresarial e bancário durante 19 anos.
Ela foi directora financeira, vice-directora-geral de desenvolvimento económico e, depois, chefe de departamento no Departamento Provincial de Economia, Desenvolvimento de Pequenos Negócios, Turismo e Assuntos Ambientais. No dia 1 de abril de 2018, ela tornou-se chefe de departamento no Departamento de Obras Públicas e Infraestrutura.

## Carreira política
Ela serviu no Congresso Nacional Africano como representante no grupo económico, no grupo provincial, na conferência de políticas sobre a economia e na conferência da terra.
Nas eleições para a Legislatura Provincial do Estado Livre de 2019, Brown foi a 13º candidata na lista do ANC. Ela ganhou uma cadeira na legislatura provincial durante a eleição. Após a eleição, ela foi mencionada como uma candidata cabeça de lista pelo Comité Executivo Provincial do ANC. O Conselho Executivo Nacional (NEC) do ANC escolheu a actual premier Sisi Ntombela. Pouco depois, Brown foi nomeada Membro do Conselho Executivo de Finanças por Ntombela.